# Mario Casalinuovo
Mario Casalinuovo (né le 18 mai 1922 à Catanzaro (Calabre) et mort le 14 juillet 2018 à Soverato (Calabre)) est un homme politique italien, membre du Parti socialiste italien, président du Conseil régional de la Calabre, député et ministre italien des Transports.

## Biographie
Mario Casalinuovo est le fils du philosophe et poète Giuseppe Casalinuovo (né à San Vito sullo Ionio en 1885 et mort à Catanzaro en 1942) qui fut un des fondateurs du Parti socialiste italien en Calabre.
Il est diplômé en jurisprudence et devient avocat pénaliste. Socialiste autonomiste et antifasciste pendant la Seconde Guerre mondiale, il est envoyé dans un camp de concentration en Allemagne dont il est libéré en 1945. 
Une fois la guerre terminée, il adhère au Parti socialiste italien d'unité prolétarienne puis, le 11 janvier 1947, à la scission de Palazzo Barberini où il adhère au Parti social-démocrate italien, minorité souhaitant faire alliance avec le Parti communiste italien. En 1959, il adhère définitivement au Parti socialiste italien qui avait décidé d'acquérir une politique autonomiste vis-à-vis de l'URSS après l'Insurrection de Budapest.
Il devient ensuite Secrétaire de la fédération socialiste de Catanzaro, membre du Comité régional, du Comité central et de l'Assemblée National du Parti socialiste italien jusqu'à sa disparition en 1994.
Du 30 juillet 1970 au 8 mai 1973, il est le 1er président du Conseil régional de la Calabre. Il est également élu député du Parti socialiste à deux reprises en 1979 et 1983 (VIIIe législature de la République italienne et IXe législature de la République italienne), poste qu'il gardera finalement jusqu'en juillet 1987.
Du 28 juin 1981 au 13 novembre 1982, il est Sous-secrétaire d’État au ministère des Travaux Publics dans le cadre des gouvernements Spadolini I et Spadolini II. Du 1er décembre 1982 au 4 août 1983, il est aussi ministre italien des Transports du Gouvernement Fanfani V.
Il a fait partie de la Commission pour la Justice de la Chambre italienne des députés jusqu'au 3 juillet 1981. En 1988, il fonde la Chambre pénale de la Province de Catanzaro dont il fut président pendant près de 11 ans.

### Sources
- Fiche de Mario Casalinuovo sur le site officiel du Sénat de la République italienne.
- Fiche de Mario Casalinuovo sur le portail historique de la Chambre des députés.
- Fiche de Mario Casalinuovo sur le site officiel du Conseil régional de la Calabre.